# Мульгикапсад
Му́льгикапсад, также капуста «мульги» или капуста по-мульгийски (эст. mulgikapsad) — традиционное блюдо эстонской кухни. Приготавливается из жирной свинины, квашеной капусты и перловой или ячневой крупы.

## Происхождение и распространение
Местом происхождения мульгикапсад является область Мульгимаа. Само название «mulgi kapsad» означает «капуста по-мульгийски». До конца XIX века блюдо было известно, главным образом, только в южной Эстонии. В 1880-х годах началась крупная скупка хуторов, в результате которой многие люди стали менять своё место жительства и мульки (жители Мульгимаа) распространили свои блюда, в том числе и мульгикапсад, по всей Эстонии.

## Приготовление
Основными ингредиентами мульгикапсад являются квашеная капуста и перловая или ячневая крупа. В прошлом блюдо готовилось со свиным шпиком и жиром, но позднее стало добавляться и мясо.
Нарезанное небольшими кусочками мясо и квашеная капуста выкладываются на посуде слоями. Верхним слоем выкладывается крупа. Блюдо заливается водой и тушится. Готовое блюдо традиционно подается с картофелем.